# Rifugio Giovanni Porro
Il rifugio Giovanni Porro (in tedesco Chemnitzer Hütte o anche Nevesjochhütte) è un rifugio situato nel comune di Selva dei Molini in Valle dei Molini, nella Catena dei Tauri, a 2420 m s.l.m.

## Storia
Nel mese di agosto del 1880 la sezione di Tures del DuÖAV completò la costruzione di un piccolo ricovero alpino sulla forcella di Neves dalla quale prese il nome. Nel 1894 per motivi finanziari il rifugio venne ceduto alla sezione di Chemnitz. Quest'ultima, un anno più tardi, accanto al vecchio ricovero costruì un nuovo edificio, il rifugio Chemnitzer Hütte.
A partire dal 1915 e per tutto il periodo della prima guerra mondiale il rifugio venne progressivamente abbandonato e poi definitivamente chiuso. A seguito delle mutazioni geopolitiche conseguenti alla fine del conflitto, la struttura venne espropriata dal Regno d'Italia e assegnata al CAI di Milano, che lo intitolò a Giovanni Porro, ufficiale degli alpini caduto nel 1916 sul Monte Nero, e lo lasciò in gestione ai residenti. Durante la seconda guerra mondiale e dal 1965 al 1973 il rifugio non era attivo.
Insieme ad altri 24 rifugi espropriati dopo la prima guerra mondiale dal Regno d'Italia, il rifugio Porro nel 1999 è divenuto di proprietà della provincia autonoma di Bolzano; dal 2015 la gestione della struttura (assegnazione, controllo della gestione ed interventi di manutenzione) è assicurata da una commissione congiunta composta da provincia autonoma di Bolzano, CAI e AVS.

## Caratteristiche e informazioni
Il rifugio è attualmente (2015) gestito dalla famiglia Gruber, ha circa 60 letti ed è attivo dall'inizio del mese di giugno fino a metà ottobre.
Il rifugio Porro è il punto di arrivo della tappa n° 33 della Via Alpina - itinerario rosso.

## Accessi
- Dal parcheggio della diga di Neves (m. 1860) in 1 1/2, dislivello 560 m., sentiero 24;
- Da Rio Bianco (m. 1334) in tre ore, dislivello 1085, sentiero 24, difficoltà E;
- Dalla stazione a monte della funivia Speikboden in 5 ore, Sentiero 27 "Kellerbauer".

## Ascensioni
- Grande Mèsule: Altezza: 3.479 m, tempo di scalata: 4 ore, dislivello: 1.060 m;
- Cima di Campo: Altezza: 3.418 m, tempo di scalata: 4 ore, dislivello: 1.000 m.

## Traversate
- Via Alpina, itinerario rosso, tappa 33: da Acereto al rifugio Giovanni Porro;
- Via Alpina, itinerario rosso, tappa 34: dal rifugio Giovanni Porro a Dun (Fundres);
- Rifugio Passo Ponte di Ghiaccio in 3 ore;
- Rifugio al Sasso Nero in 6 ore 1/2.